# CargoSprinter
Der CargoSprinter (Baureihe 690/691) war ein in zwei Bauformen von der Rheiner Windhoff Bahn- und Anlagentechnik sowie der Aachener Waggonfabrik Talbot (Markenname Talion) produzierter Gütertriebwagen für den Schienengüterverkehr. Die Triebzüge bestanden aus zwei angetriebenen Endwagen und drei unmotorisierten Zwischenwagen (Windhoff) bzw. einem dreiteiligen unmotorisierten Gelenkzwischenwagen (Talbot) und wurden ab 1997 versuchsweise von der Deutschen Bahn eingesetzt, bis sich diese im Jahr 2000 gegen das Konzept entschied.

## Einsatz
DB Cargo und der Zentralbereich Neue Systeme Minden bestellten 1995 bei Windhoff und Talbot Prototypen von Container-Gütertriebwagen. Der erste von Windhoff gebaute CargoSprinter wurde am 9. Oktober 1996 vorgestellt. Am 27. Februar 1997 folgte die erste Garnitur von Talbot. Insgesamt wurden sieben Exemplare der Gütertriebzüge gebaut (vier von Windhoff, drei von Talbot).
Von 1998 bis Anfang 2000 wurden sie unter der Zuggattung IKL als Interkombi-Logistikzug im kombinierten Verkehr für die Spedition Hellmann zwischen Hamburg Hohe Schaar bzw. Osnabrück und der Cargo City Süd am Flughafen Frankfurt im Nachtsprung eingesetzt.

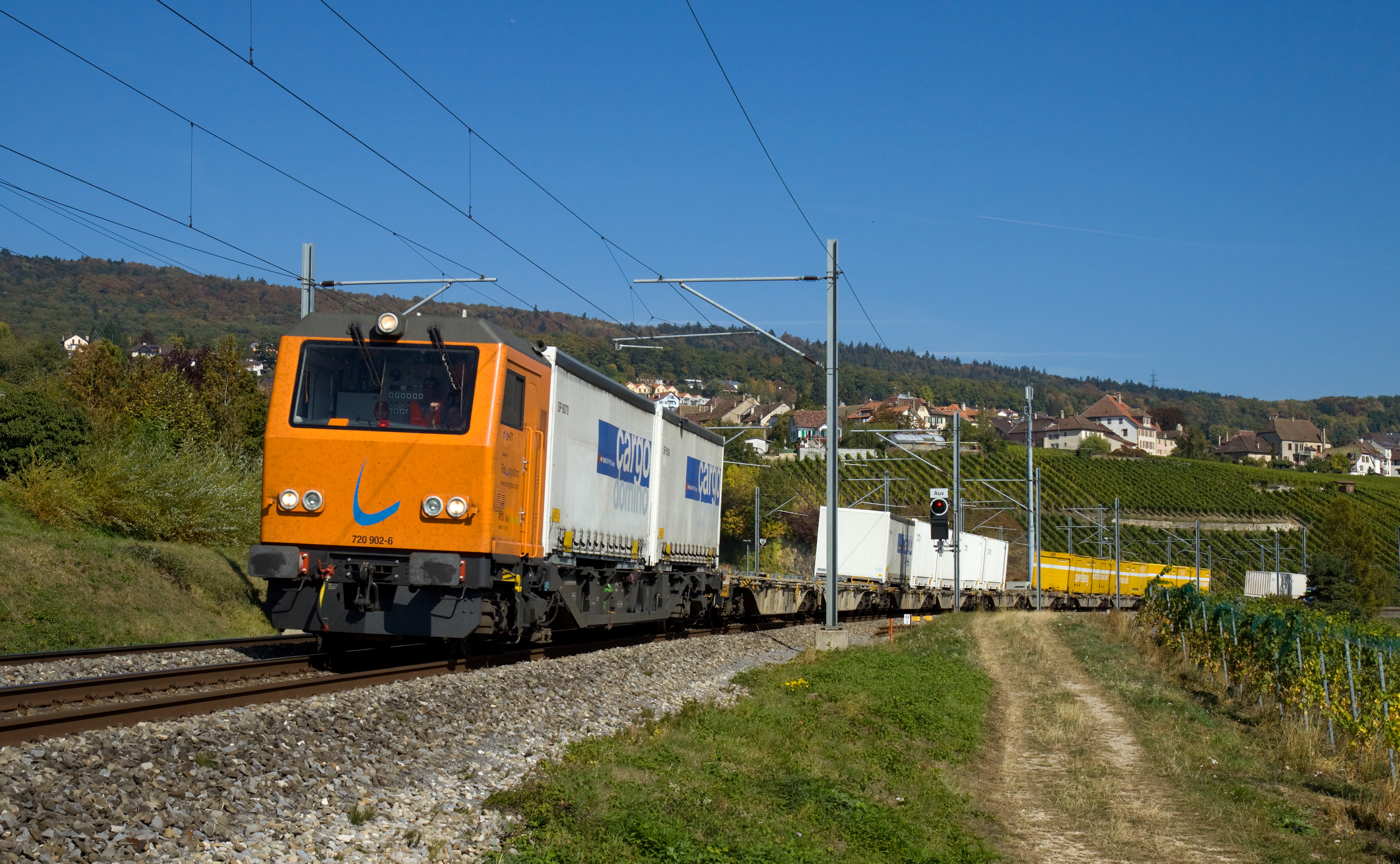
Cargo-Pendelzug von Railogistics

Ziel war es, dass die Fahrzeuge Fahrten mit Lastwagen ersetzen. Sie sollten als Einzelfahrzeuge die Waren aus Gleisanschlüssen von Firmen abholen. Anschließend sollten die Züge zu Mehrfachtraktionen gekoppelt werden und dann wieder getrennt die einzelnen Anschließer bedienen. Wegen des Wegfalls großer Rangierbewegungen waren sie flexibler und mit maximal 120 km/h auch schneller als herkömmliche Güterzüge. Die maximale Zuladung betrug für eine Garnitur 160 t. Es standen 5 je 50 Fuß große Stellflächen zur Verfügung. Somit konnten bis zu 25 10'-Container, 10 20'-Container bzw. 5 40'-Container transportiert werden. Der erste Prototyp fuhr 1996, ab 1997 verkehrten die 7 Einheiten im Testbetrieb zwischen Hamburg / Osnabrück über Hannover Hbf (dort zu 2er-Einheiten vereinigt/geflügelt) zum Frankfurter Flughafen.
Anfang 2000 wurde der Einsatz beendet und die Züge in Osnabrück abgestellt. Ein möglicher Einsatz zwischen den Werken von Opel durch die Spedition Fiege unter der Bezeichnung Railrunner zerschlug sich 2001. Die endgültige Ausmusterung erfolge am 28. Mai 2004.
Zum Großserieneinsatz kam es in Deutschland wegen verschiedener Gründe jedoch nicht:
- technische Störungen an den Fahrzeugen – nicht zuletzt aufgrund gravierender Unterschiede der beiden Varianten – behinderten den Einsatz
- Bauarbeiten im Rahmen der Expo 2000 in Hannover bedingten viele Verzögerungen während des Testbetriebs
- die Fahrzeuge wurden doppelt so teuer wie ursprünglich vom Hersteller geplant
- es gab kaum verkehrspolitische Unterstützung für diese Art des Güterverkehrs
- die Deutsche Bahn änderte ihr Gütertransport-Konzept noch während der Erprobungszeit zugunsten von anderen Langstreckenlösungen

## Verbleib

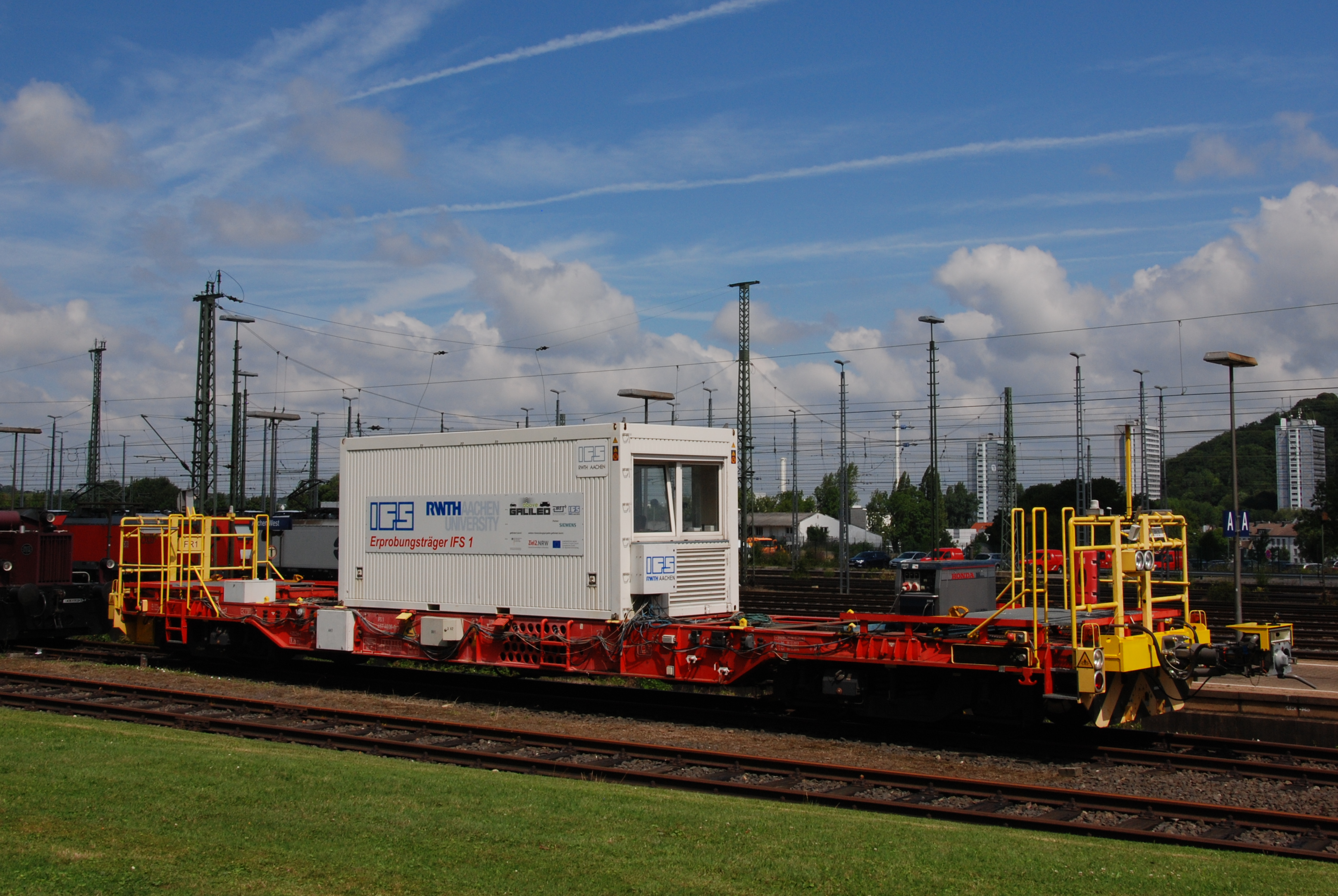
Erprobungsträger „IFS 1“ in Aachen West

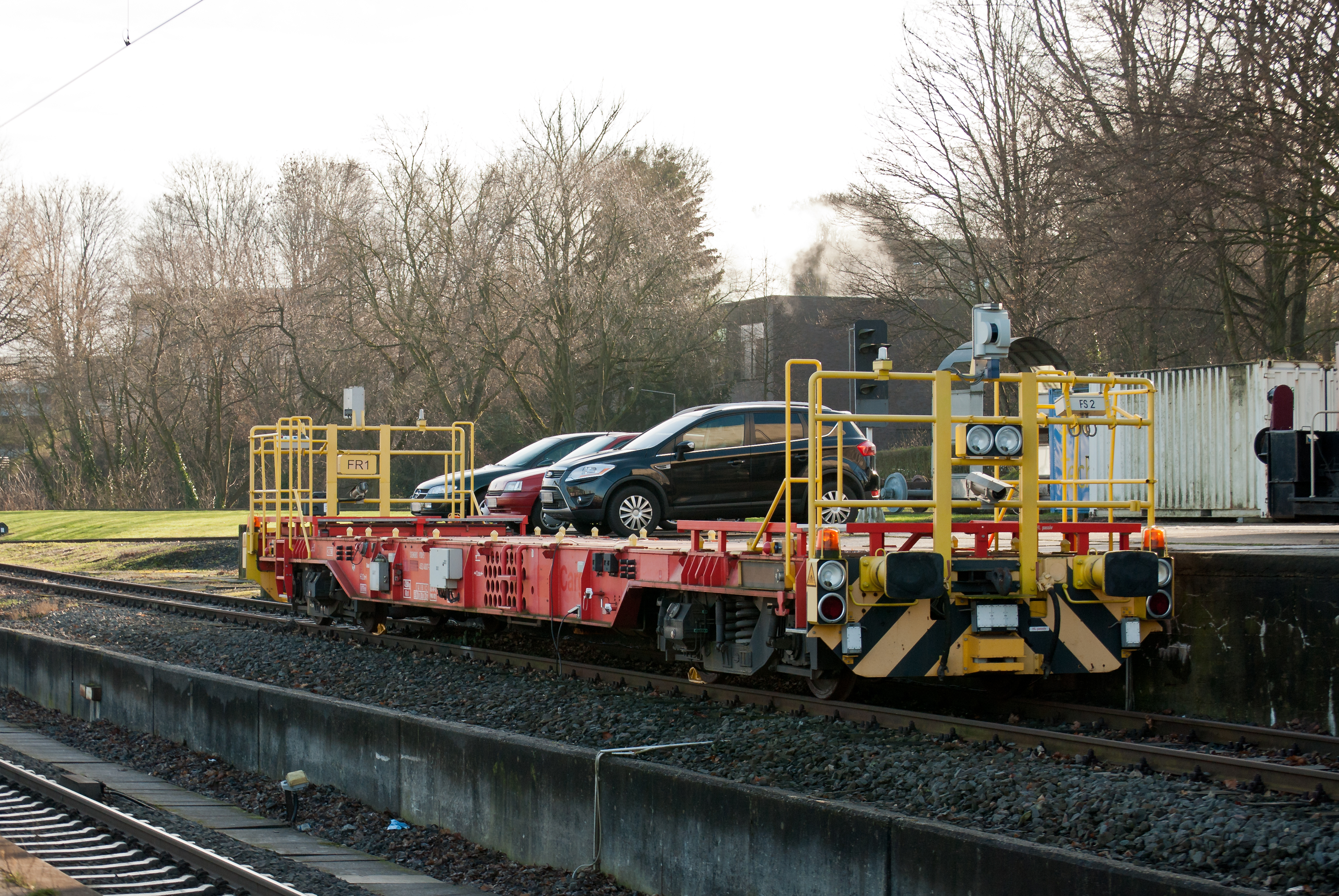
Erprobungsträger „IFS 5“

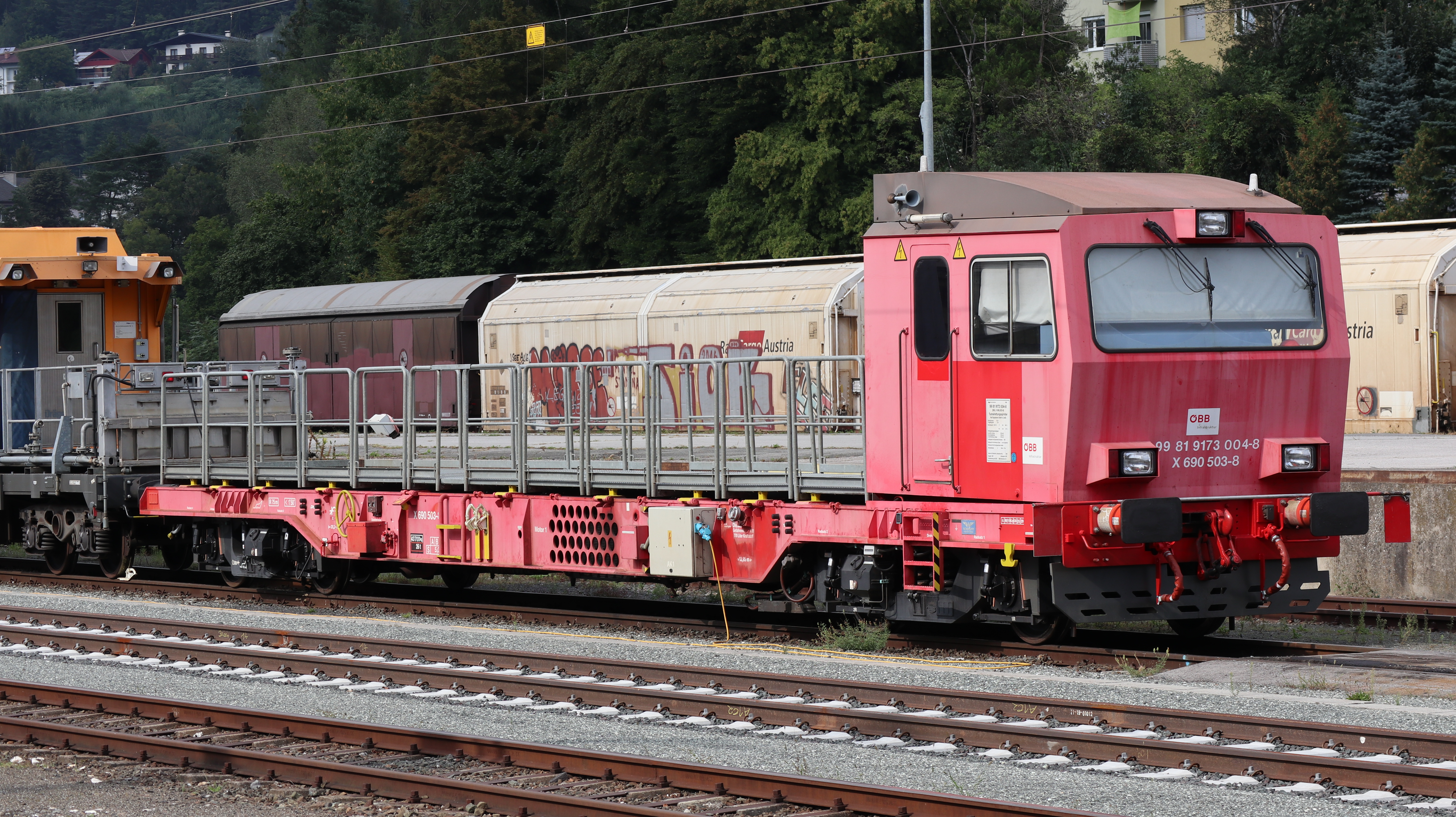
ÖBB X 690 503-8 (Windhoff CargoSprinter) mit Rettungszug im Bahnhof Spittal-Millstättersee

Siemens und die RWTH Aachen entwickelten 2002 aus zwei Endwagen des Cargosprinter zwei Prototypen ihres Konzepts für den fahrerlosen und automatischen „CargoMover“. Dieser sollte ein selbsttätig signalgeführtes Triebfahrzeug für den Einzelwagenverkehr werden. Im Rahmen der Umbauarbeiten wurden die Cargosprinter-Führerstände demontiert. Die Steuerungstechnik wurde in Kästen verlegt, die sich oberhalb und zwischen den Langträgern befinden. Das Projekt wurde 2005 eingestellt. Eines der beiden umgebauten Fahrzeuge befand sich später im Siemens-Prüfcenter Wegberg-Wildenrath und wurde gelegentlich noch als „PCW 5“ für Rangierfahrten genutzt. Inzwischen befindet sich das nun als Erprobungsträger verwendete Fahrzeug als „IFS 5“ im Besitz der RWTH. Das andere Fahrzeug, der Erprobungsträger „IFS 1“, ist ebenfalls im Besitz des Instituts für Schienenfahrzeuge und Transportsysteme der RWTH Aachen und wird dort für Mess- und Versuchsfahrten verwendet. Zur Aufnahme von technischen Einrichtungen und Personal ist ein 20 ft-Container aufgesetzt.
Die Deutsche Bahn hatte Ende 2003 ihre noch sechs verbliebenen CargoSprinter zum Verkauf ausgeschrieben. Die in Osnabrück abgestellten Fahrzeuge sollten einen Verkaufserlös von wenigstens 250.000 Euro erzielen.
Die drei Prototypen von Talbot wurden 2004 an die ÖBB verkauft. Dort wurden sie bis 2008 zu den Tunnelrettungszügen X690.002/502, X690.003/503 und X690.004/504 umgebaut. Sie sind an der Tauernbahn in den Bahnhöfen Böckstein, Mallnitz und Spittal-Millstättersee stationiert. Dort ersetzten sie mit der ÖBB 2043 bespannte Hilfszüge. Die Triebfahrzeuge der Tunnelrettungszüge werden auch zu anderen Aufgaben herangezogen. So waren X691 001 und X691 503 mit dem Unkrautspritzzug MMT TERSUS im Mai 2020 in Österreich unterwegs. Zwei Talbot-Triebwagen (691 002 und 691 502) kamen Ende 2008 in die Schweiz und gelangten nach diversen Anpassungen als Cargo-Pendelzug zum Einsatz. Ein Zug führt seit April 2009 Kies für die Baustelle der Zürcher Durchmesserlinie. Eine zweite Garnitur verkehrt seit Juni 2009 für Raillogistics auf der Strecke Felsberg-Frauenfeld-Härkingen-Dailliens.

## Weiterentwicklung

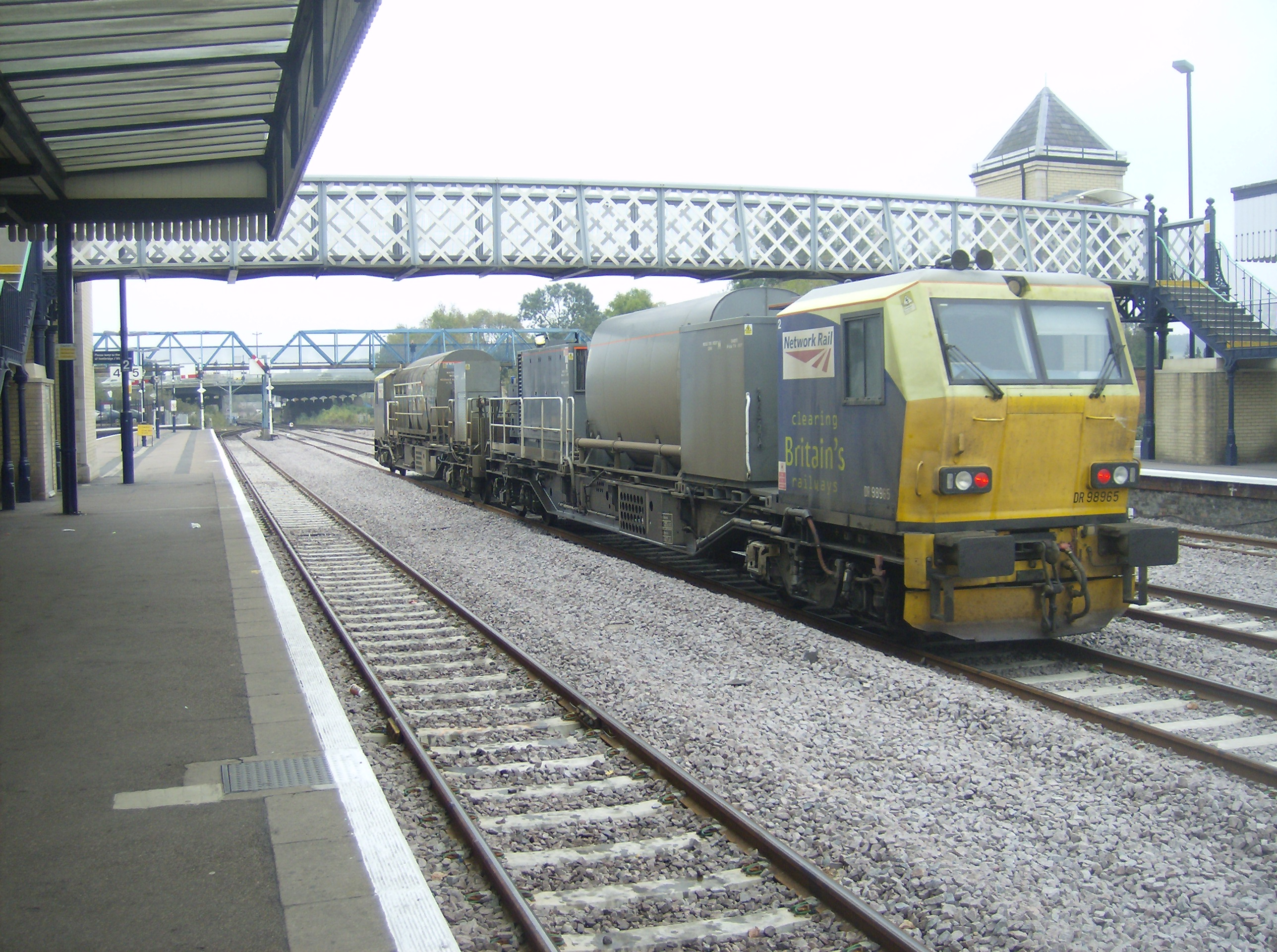
British Rail MPV von Network Rail

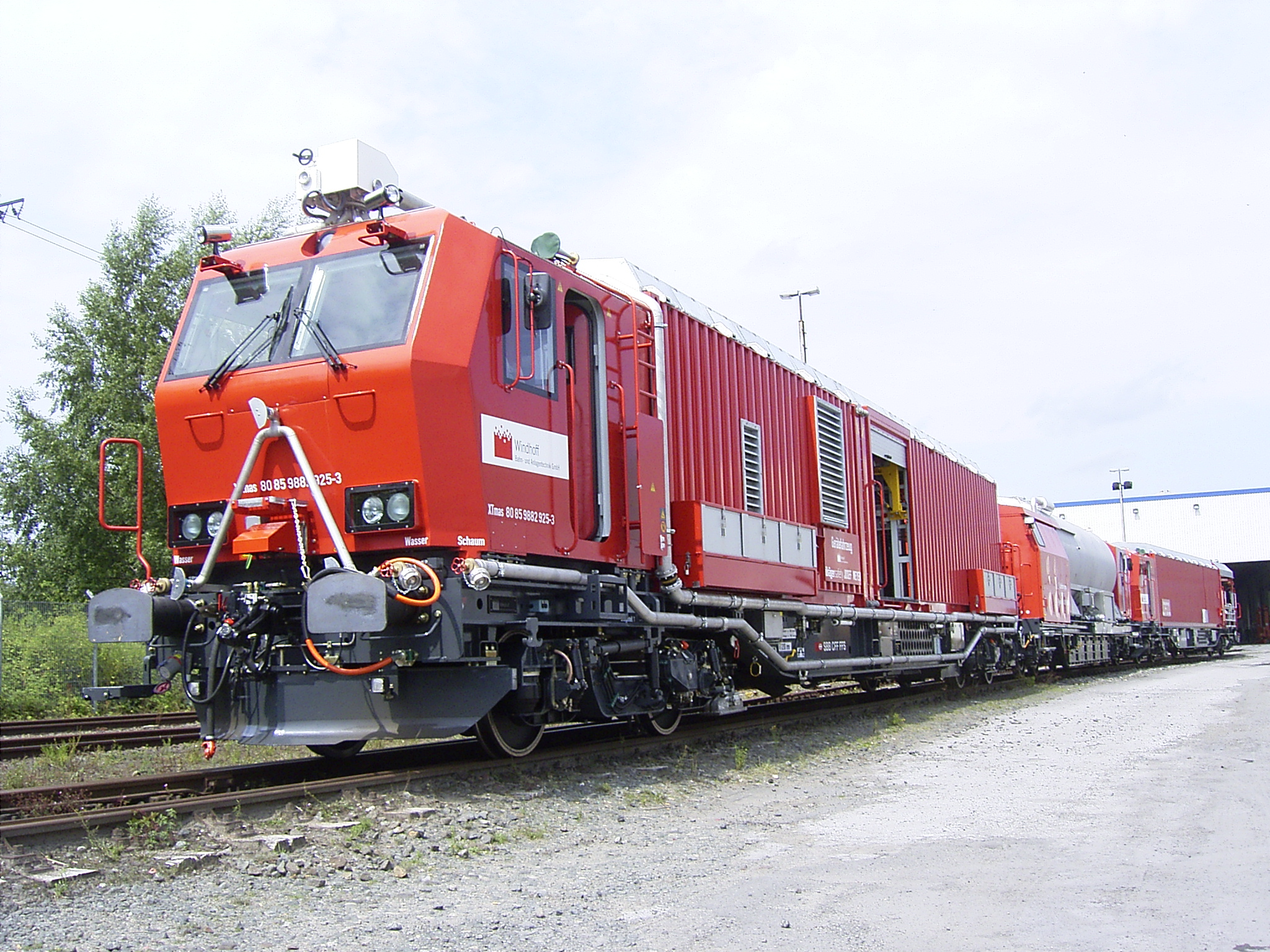
MPV als Lösch- und Rettungszug

Die Firma Windhoff entwickelte das Konzept zu einem Multi Purpose Vehicle (MPV) genannten Modularen Fahrzeugsystem weiter. Dieses ist nicht primär auf Containertransport ausgelegt, sondern auf Spezialfahrzeuge. So etwa als Schienenreinigungsfahrzeuge in einer an dortige Verhältnisse angepassten Variante in Australien sowie abgewandelt in Großbritannien. Daneben werden diese Fahrzeuge auch als Bahndienstfahrzeuge und als Lösch- und Rettungszug eingesetzt.